# Bussy (Oise)
Bussy és un municipi francès, situat al departament de l'Oise i a la regió dels Alts de França. L'any 2007 tenia 314 habitants.

## Demografia

### Població
El 2007 la població de fet de Bussy era de 314 persones. Hi havia 92 famílies de les quals 8 eren unipersonals (4 homes vivint sols i 4 dones vivint soles), 18 parelles sense fills, 53 parelles amb fills i 13 famílies monoparentals amb fills.
La població ha evolucionat segons el següent gràfic:
Habitants censats

### Habitatges
El 2007 hi havia 102 habitatges, 97 eren l'habitatge principal de la família, 2 eren segones residències i 3 estaven desocupats. 101 eren cases i 1 era un apartament. Dels 97 habitatges principals, 79 estaven ocupats pels seus propietaris, 16 estaven llogats i ocupats pels llogaters i 2 estaven cedits a títol gratuït; 2 tenien dues cambres, 3 en tenien tres, 14 en tenien quatre i 77 en tenien cinc o més. 78 habitatges disposaven pel capbaix d'una plaça de pàrquing. A 37 habitatges hi havia un automòbil i a 58 n'hi havia dos o més.

### Piràmide de població
La piràmide de població per edats i sexe el 2009 era:
| Homes | Edats   | Dones |
| ----- | ------- | ----- |
| 0     | 95 o +  | 0     |
| 0     | 90 a 94 | 0     |
| 0     | 85 a 89 | 4     |
| 0     | 80 a 84 | 0     |
| 0     | 75 a 79 | 0     |
| 0     | 70 a 74 | 0     |
| 0     | 65 a 69 | 8     |
| 4     | 60 a 64 | 0     |
| 8     | 55 a 59 | 4     |
| 8     | 50 a 54 | 16    |
| 8     | 45 a 49 | 0     |
| 16    | 40 a 44 | 12    |
| 12    | 35 a 39 | 4     |
| 0     | 30 a 34 | 24    |
| 4     | 25 a 29 | 4     |
| 4     | 20 a 24 | 4     |
| 12    | 15 a 19 | 12    |
| 12    | 10 a 14 | 24    |
| 16    | 5 a 9   | 12    |
| 4     | 0 a 4   | 0     |

## Economia
El 2007 la població en edat de treballar era de 207 persones, 137 eren actives i 70 eren inactives. De les 137 persones actives 122 estaven ocupades (71 homes i 51 dones) i 14 estaven aturades (3 homes i 11 dones). De les 70 persones inactives 17 estaven jubilades, 28 estaven estudiant i 25 estaven classificades com a «altres inactius».

### Ingressos
El 2009 a Bussy hi havia 105 unitats fiscals que integraven 313 persones, la mediana anual d'ingressos fiscals per persona era de 16.891 €.

### Activitats econòmiques
Dels 5 establiments que hi havia el 2007, 1 era d'una empresa de comerç i reparació d'automòbils, 1 d'una empresa d'hostatgeria i restauració, 1 d'una empresa immobiliària i 2 d'empreses de serveis.
Dels 2 establiments de servei als particulars que hi havia el 2009, 1 era un taller de reparació d'automòbils i de material agrícola i 1 agència immobiliària.
L'any 2000 a Bussy hi havia 3 explotacions agrícoles que ocupaven un total de 357 hectàrees.

## Equipaments sanitaris i escolars
El 2009 hi havia una escola elemental integrada dins d'un grup escolar amb les comunes properes formant una escola dispersa.

## Poblacions més properes
El següent diagrama mostra les poblacions més properes.